# Olgierd Rodziewicz-Bielewicz
Olgierd Rodziewicz-Bielewicz (ur. 6 kwietnia 1968) – polski dziennikarz brydżowy, Mistrz Międzynarodowy, były prezes Wielkopolskiego Związku Brydża Sportowego. Twórca systemów Excalibur i POPIS. Współautor pierwszego wydania książki „Nowoczesna Licytacja Naturalna” autorstwa Władysława Izdebskiego. Felietonista „Świata Brydża” – czasopisma Polskiego Związku Brydża Sportowego, odznaczony Złotą Odznaką PZBS (2012).

## Publikacje
- Olgierd Rodziewicz-Bielewicz: Kupiecka Mapa Drogowa. Wydawnictwo Fundacji Taurus. ISBN 978-83-930263-0-3. (pol.). Brak numerów stron w książce
- Olgierd Rodziewicz-Bielewicz: System POPIS. ISBN 978-83-930263-4-0. (pol.). Brak numerów stron w książce
- Władysław Izdebski, Olgierd Rodziewicz-Bielewicz: Nowoczesna licytacja naturalna. Warszawa: Polski Związek Brydża Sportowego, 00-019 Warszawa, ul. Złota 9/4, 2002. (pol.). Brak numerów stron w książce